# Robert Dohme (Hofbeamter)
Carl Robert Dohme (* 27. April 1817 in Berlin; † 15. Januar 1896 ebenda) war ein preußischer Hofbeamter und Gründungsdirektor des Hohenzollernmuseums.
Dohme, Sohn eines Beamten am Hofmarschallamt, trat 1836 als Kanzleigehilfe in das Hofmarschallamt ein. Dort war er Registrator, Sekretär und schließlich Direktor und erhielt die Titel eines Hofrats (1859), eines Geheimen Hofrats (1866) und schließlich Geheimen Regierungsrats (1884). 1885 quittiert er den Dienst.
Zu seinen Tätigkeiten gehörte auch die Aufsicht über die Inventare der königlichen Schlösser. Auf Dohme geht der Gedanke zurück, ein Hohenzollernmuseum zu gründen. Gefördert durch den Kronprinzen Friedrich wurde am 4. Mai 1868 im Schloß Monbijou zunächst eine vorübergehende Ausstellung erstellt. Am 22. März 1877, dem 80. Geburtstag des Kaisers Wilhelm I., wurde das Hohenzollernmuseum mit seinen 42 Sälen endgültig der Öffentlichkeit zugänglich gemacht. Dohme wurde Leiter dieses Museums und blieb es auch nach seinem Ausscheiden aus dem Dienst des Hofmarschallamtes bis zu seinem Tode.
Dohme heiratete 1844 Hulda Hoogeweg, Tochter eines Geheimen Registraturrats. Sie hatten zwei Söhnen, von denen Bruno später Bankier wurde, während Robert (1845–1893) Kunsthistoriker wurde und seine Karriere gleichfalls am preußischen Hof begann.

## Schriften
- Beschreibung der Burg Stolzenfels. Zur Erinnerung für Rhein-Reisende. Kühn, Berlin 1850 (Digitalisat).
  -  Beschreibung der Burg Stolzenfels. Neudruck der von Robert Dohme im Jahr 1850 verfaßten Schrift. Eingeleitet und bearbeitet von Georg Poensgen. Berlin 1930
  - Neudruck Landesamt für Denkmalpflege Rheinland-Pfalz, Verwaltung der staatl. Schlösser, Burgen und Altertümer, Mainz 1986.
- Unter fünf preußischen Königen. Lebenserinnerungen von Robert Dohme, Wirklichem Geheimen Regierungsrat im Oberhofmarschallamt und Director des Hohenzollernmuseum, hrsg. von Paul Lindenberg. F. Dümmler, Berlin 1901 (mit Porträtfoto im Frontispiz, Digitalisat).